# Almuce

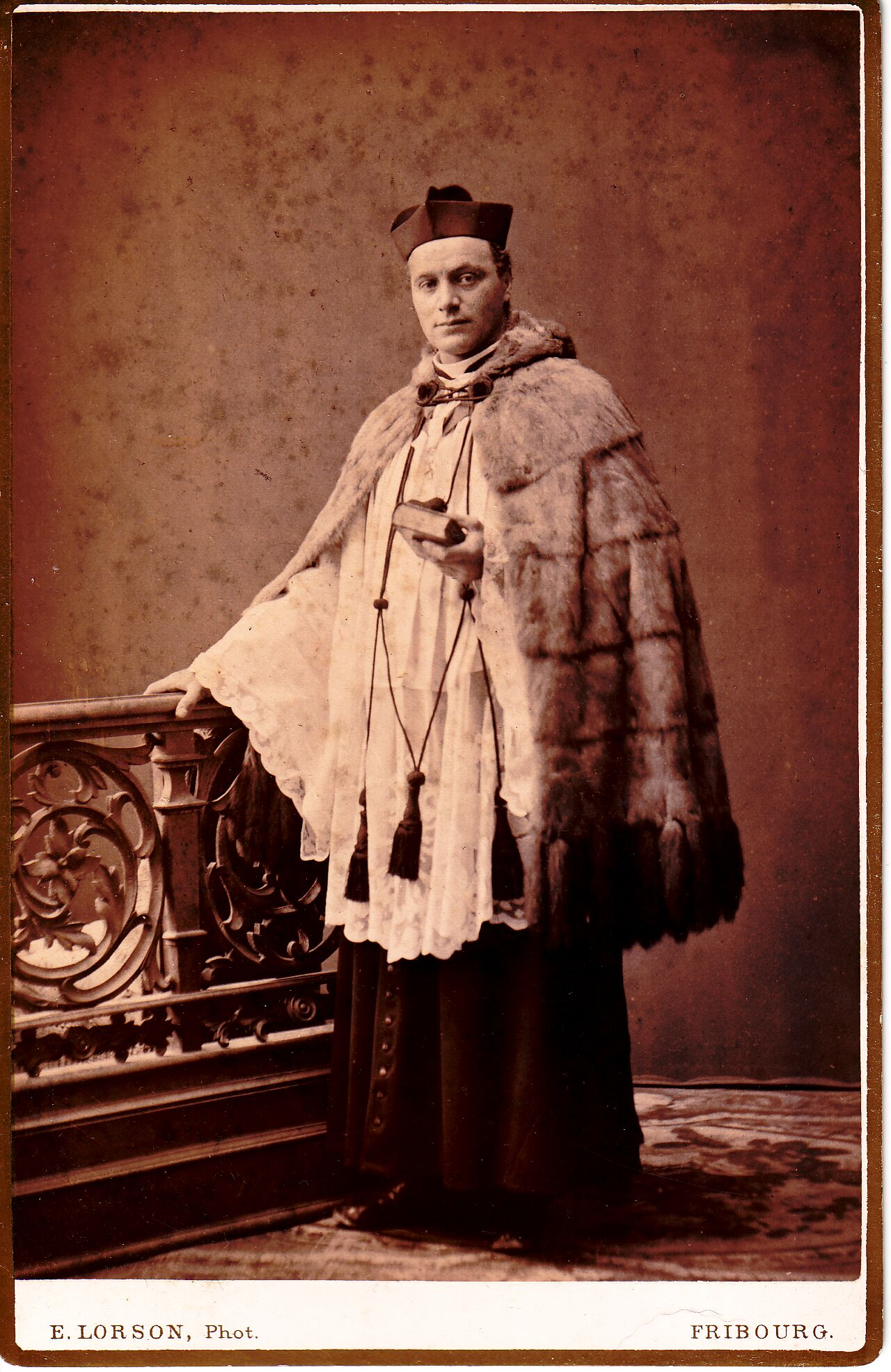
Římskokatolický kněz v almuci, Fribourg, kolem r. 1900

Almuce též almutia je kožešinová pláštěnka s malou kapucí, delší než mozetta. 

## Charakteristika
Almuce se zapíná vpředu jen u krku. Její dolní okraj bývá zdoben střapečky. Nosí ji kanovníci jako součást chórového oděvu místo mozetty (zvláště v zimě).